# Base aérea de Kaufbeuren
A Base aérea de Kaufbeuren (em alemão: Fliegerhorst Kaufbeuren), é uma base aérea da Força Aérea Alemã. Actualmente, é a casa da Escola Técnica N.º 1 da Deutsche Luftwaffe.
Construída em 1935 para servir a Luftwaffe, a base foi capturada pelo Exército dos Estados Unidos em Maio de 1945, no final da Segunda Guerra Mundial. Depois de capturada, descobriu-se que a base continha nas suas instalações documentos relativos a inteligência e ficheiros secretos da Alemanha Nazi.
Depois da guerra, foi usada pela Força Aérea dos Estados Unidos e pela Real Força Aérea. Em 1957 as instalações foram entregues ao Governo da Alemanha Ocidental. Usada pela Força Aérea Alemã até aos anos 90, actualmente é uma base de treino.